# Лука Пармитано
Лука Пармитано (итал. Luca Parmitano) је астронаут агенције ЕСА, рођен у Италији, и бивши пилот италијанског ваздухопловства. Изабран је за астронаута у мају 2009. године, и први пут полетео у свемир у мају 2013. године. Тиме је постао најмлађи члан једне експедиције на МСС са непуних 37 година. Други пут боравио је на МСС током шест месеци крајем 2019. и почетком 2020. године и том приликом учествовао у четири изласка у отворени свемир.